# 퍼프 선생님
미세스 퍼프(영어: Mrs. Puff)는 스폰지밥 네모바지의 일반 캐릭터이다. 1957년 4월 24일 출생으로, 종은 복어이다. 한국말로는 빵빵부인, 퐁퐁부인, 퍼프 선생님이라고 한다. 성우는 국승연, 문선희, 홍소영, 타니 이쿠코, 타카하시 리에이다.

## 인물 소개
스폰지밥을 가르치는 운전강사로 활동하고 있다. 하지만 운전시험마다 스폰지밥의 운전실력으로 여러 수모를 겪다보니 어느 새 스폰지밥을 증오하게 되었다. 징징이, 진주와 더불어서 스폰지밥을 싫어하는 인물이라고 볼 수 있다.